# Calycobathra
Calycobathra ist eine Gattung von Schmetterlingen aus der Familie der Prachtfalter (Cosmopterigidae).

## Merkmale
Der Kopf der Falter ist glatt beschuppt. Die Fühler sind 3/4 so lang wie die Vorderflügel und an der Basis beschuppt. Das Fühlerbasisglied (Scapus) ist sehr breit und vor allem an der Basis abgeplattet. Die Labialpalpen sind zylindrisch und nach oben gebogen. Die Vorderflügel sind breit lanzettlich und haben eine düstere ockerfarbene oder bräunliche Grundfärbung. Die Flügelzeichnung ist sehr undeutlich. Die Hinterflügel sind lanzettlich und halb so breit wie die Vorderflügel.
Bei den Männchen ist der Uncus kurz, kräftig und hakenförmig. Das Tegumen ist kurz und bandförmig. Die Valven sind lang und schlank. Sie sind fingerförmig und haben distal auf der inneren Oberfläche Borsten. Ventral sind einige lange Borsten angelegt. Das Vinculum ist groß und hat innen zwei breite Loben. Der Aedeagus ist sehr kurz und schlank und häufig mit Zähnen oder Dornen versehen.
Bei den Weibchen sind die Apophysen ungefähr gleich lang. Am hinteren Rand des sechsten Sternits befindet sich eine große Falte, die das Ostium bedeckt. Das siebente Sternit ist kurz und hat eine breite schlitzförmige Ausbuchtung. Das Ostium befindet sich auf einem vorstehenden Ring am vorderen Rand des siebenten Sternits zwischen großen und häufig komplexen Seitenschilden mit netzartigen Strukturen und Dornen. Der Ductus bursae verläuft in einigen Windungen und ist mit einem länglichen sklerotisierten Band versehen. Das Antrum ist häufig sklerotisiert und innen dicht mit Härchen bedeckt. Das Corpus bursae ist rundlich und gelegentlich mit kammförmigen Strukturen versehen. Es sind zwei kleine dorn- oder hornförmige Signa vorhanden.

## Verbreitung
Die Vertreter der Gattung sind in Nordafrika, im Nahen- und Mittleren Osten, im Kaukasus, Zentralasien und ostwärts bis in die Mongolei verbreitet.

## Biologie
Die Biologie ist nur bei wenigen Arten bekannt. Die Raupen leben in den Trieben und Früchten von Calligonum-Arten.

## Systematik
Die Typusart der Gattung ist Calycobathra acarpa Meyrick, 1891. In Europa ist die Gattung mit zwei Arten, Calycobathra calligoni und Calycobathra variapenella, vertreten.
- Calycobathra acarpa Meyrick, 1891[1]
- Calycobathra arabicella Kasy, 1968[3]
- Calycobathra calligoni Sinev, 1979[1]
- Calycobathra pakistanella Kasy, 1968[3]
- Calycobathra pinguiscentella Chrétien, 1915
- Calycobathra sahidanella Kasy, 1968[3]
- Calycobathra striatella Kasy, 1968[3]
- Calycobathra variapenella Sinev, 1984[1]

## Belege
1. 1 2 3 4 5 6 7 8 9  J. C. Koster, S. Yu. Sinev: Momphidae, Batrachedridae, Stathmopodidae, Agonoxenidae, Cosmopterigidae, Chrysopeleiidae. In: P. Huemer, O. Karsholt, L. Lyneborg (Hrsg.): Microlepidoptera of Europe. 1. Auflage. Band 5. Apollo Books, Stenstrup 2003, ISBN 87-88757-66-8, S. 184 (englisch).
2. ↑  Calycobathra bei Fauna Europaea. Abgerufen am 23. April 2012
3. 1 2 3 4  Friedrich Kasy (1968): Die Walshiidae-Gattung Calycobathra MEYRICK (Lepidoptera, Gelechioidea). Annalen des Naturhistorischen Museums Wien 72: S. 177–195 (zobodat.at [PDF]).